# Endstation Harembar
Endstation Harembar ist ein deutscher Spielfilm aus dem Jahr 1992 unter Regie von Rainer Wolffhardt, dessen Handlung auf Heinrich Manns Roman Ein ernstes Leben beruht und im ZDF ausgestrahlt wurde.

## Handlung
Der Film spielt im Berlin im Jahre 1932. Die Besitzerin einer Bar ist ermordet worden und nun ermittelt die Polizei drei Tatverdächtige. Zum einen die Tänzerin Marie und ihren Freund Mingo und zum anderen auf Kurt, den Ehemaligen Freund Adeles. Während das flüchtige Paar seine Unschuld beteuert mehren sich die Indizien, die auf den arbeitslosen Kurt als Täter hinweisen, der ebenfalls des Schmuckdiebstahls verdächtigt wird. Dieser erhält jedoch ein Alibi von seiner Schwester Vicky, die mit einem Rechtsanwalt verheiratet ist. Bei ihren Nachforschungen finden die Ermittler heraus, dass die Hintergründe für die Tat in der gemeinsamen Vergangenheit der vier jungen Leute begründet liegt.

## Kritiken
„Fernsehfilm nach dem letzten Roman (“Ein ernstes Leben”), den Heinrich Mann vor seiner Emigration in Deutschland schrieb und der vom Zeitkolorit und der Agonie der Weimarer Republik geprägt ist.“

„Reicht nicht an die literarische Vorlage heran.“